# Krystyna Radziwiłł
Krystyna Radziwiłł (Lawryszki, 11 de setembro de 1560 - 28 de fevereiro de 1580) foi uma polaco-lituana szlachcianka (nobre).
Casou com Jan Zamoyski a 28 de Dezembro de 1577 em Varsóvia. dois anos depois, deixou o Calvinismo para se converter à religião Católico-romana, religião do seu marido. Faleceu sem filhos.